# Pulpí
Pulpí é um município da Espanha, na província de Almería, comunidade autónoma da Andaluzia. Tem 45 km² de área e em 2021 tinha 10 342 habitantes (densidade: 229,8 hab./km²). Pertence à comarca do Levante Almeriense, limitando com os municípios de Águilas e Lorca ao norte, Cuevas del Almanzora ao sul, e Huércal-Overa ao oeste.